# Радомишльський район
Ра́домишльський райо́н — колишня адміністративно-територіальна одиниця у Малинській, Волинській округах, УСРР, Київській і Житомирській областях УРСР та України. Адміністративний центр — місто Радомишль.
Населення становить 38 693 особи (на 1.08.2013). Площа — 1297 км². Утворено 1923 року.

## Географія

### Розташування
Радомишльський район розташований у центральній частині Східноєвропейської рівнини, на півночі Правобережної України, в північно—східній частині Житомирської області.
Район межує на півночі з Малинським районом Житомирської області, на сході — з Бородянським та Макарівським районами Київської області, на півдні — з Коростишівським та Брусилівським районами Житомирської області, на заході — з Черняхівським та Хорошівським районами Житомирської області.

### Клімат
Клімат помірно континентальний, зими м'які з похмурою погодою та туманами, середня температура повітря в січні — 6 градусів, але морози іноді доходять до 30 — 35 градусів. Ґрунти промерзають до 60 см. Тривалість без морозного періоду 150 — 170 днів. Весна в першій половині прохолодна, в другій — тепла. Літо помірно тепле, періоди з ясною та сухою погодою чергуються з дощовими. Температура липня становить + 19 градусів, але в окремі роки досягає +30 градусів. Осінь в першій половині суха, тепла та ясна; в другій — прохолодна з похмурою погодою. Вітри переважно західні, північно-західні; зимою — південно-східні, швидкість вітру 3-4 м/сек.. Сніговий покрив 12—30 см.
Шквальні вітри від 20 до 30 м/сек. можуть виникати на всій території району. Окремі пориви вітру досягають до 40 м/сек. Смерчі, як правило, не виникають. Можливі також: сильний дощ з опадами до 50 мм і більше протягом 12 годин, град діаметром до 20 мм, сильні снігопади, морози — температура повітря — 35 градусів та нижче.
Середньорічна кількість опадів на території району становить 612 мм, в літні місяці (червень, липень, серпень) при місячній нормі 90 мм, за добу може випасти до 40 мм. Сніговий покрив на території району невисокий (12—30 см) та несталий. Кількість днів з сніговим покровом 90—100 на рік.
Основною водною артерією на території району є річка Тетерів з численними притоками, яка перетинає район з південного заходу на північний схід. Річка має ширину від 30 до 65 метрів, глибину від 0,5 до 1,5 м, швидкість течії — 0,4 м/с.

### Земельні ресурси
Площа району — 129709 га, у тому числі:
- Сільськогосподарські землі — 77178 га,
- Сільгоспугіддя — 75209 га,
- Рілля — 53052 га,
- Пасовища — 8919 га,
- Сіножать — 6613 га,
- Перелоги — 5001 га,
- Багаторічні насадження — 1624 га,
- Лісові площі 40547 га,
- Річки та ставки — 2732 га

Земельний фонд району становить 129709 гектарів (4,3 % території області). У загальній структурі 59,5 % зайнято сільськогосподарськими землями, з них сільськогосподарських угідь — 58,0 %, у тому числі ріллі — 40,9 %, перелогів — 3,8, сіножатей і пасовищ — 12 %. Ліси і лісовкриті площі займають 31,2 % території.
Із загального земельного фонду на землі сільськогосподарських підприємств припадає 42,3 %, громадян — 16,9 %, лісогосподарські підприємства — 31,2 %. Землі запасу та землі не надані у власність і постійне користування становлять 17 %. Рівень забудови земель населених пунктів об'єктами промисловості, транспорту та зв'язку невисокий і в середньому по району становить відповідно 0,2 та 0,53 %. Найбільше забудовані цими об'єктами землі міста Радомишль, смт. Біла Криниця, сіл Потіївка, Вишевичі.
У державній власності знаходиться 70839 га (54,6 %), у приватній −58869,9 га (45,4 %). Кількість власників землі та землекористувачів становить близько 21 тисячі. В розрахунку на одного мешканця району площ земельного фонду припадає 6,1 га, у тому числі сільськогосподарських угідь — 3,5 га, з них ріллі — 2,5 га.
Ґрунтовий покрив району сформований під довгостроковим впливом сукупності природних й антропогенних чинників. Домінують малопродуктивні дерново-підзолисті ґрунти, що займають 80 % сільськогосподарських угідь району. Вони характеризуються незначним вмістом органічних речовин і мають кислу реакцію ґрунтового розчину. Для підвищення їх родючості необхідне регулярне внесення органічних та мінеральних добрив. До того ж дерново-підзолисті типи ґрунтів, внаслідок вмісту сполук заліза й алюмінію, мають переважно кислу реакцію, що для поліпшення умов розвитку сільськогосподарських культур, потребує їх вапнування.

### Водні ресурси
Площі під водою становлять 6102 га (4,7 % усієї території району), в тому числі під річками та струмками — 585 га; каналами, колекторами та канавами — 587 га; водосховищами, ставками та іншими штучними водоймами — 1559 га; болотами — 3371 га; гідротехнічними та іншими водогосподарськими спорудами — 14 га.
У структурі гідрографічної сітки району великих річок немає, середніх — 1, р. Тетерів — загальною довжиною по території району 92 км. Крім того в районі є 14 малих річок, довжина яких становить 124 кілометри.
На території району знаходиться 82 ставки загальною площею 1559 га. З них на території Кримоцької сільської та Білокриницької селищної рад знаходиться в користуванні ВАТ «Радомишльський рибцех» 770 га.
Громадянам надані в користування на умовах оренди ставки для риборозведення на території таких сільських рад: Чайківська — 12,3 га, Верлоцька — 9,3 га (Бохану В. О.), Великорацька — 25 га (Дзьомка В. К., Зубленко Г. І.), Межиріцька — 7,8 га (Близнюк В. І.), Лутівська — 3,6 га (Литвиненко В. В., Слюсарчук В. М.), Забілоцька — 30 га (Мирутенко В. М.), Ленінська — 8,8 га (Пилипчик М. В.), Облітківська — 28 га (Дорошук І. П.), Пилиповицька — 42 га (Музика О. П.), Радомишльська міська рада 75 га (СТОВ «Нива»). Готуються документи на передачу в оренду ставків по Мірчанській, Чайківській, Великорацькій, Котівській сільських радах. Орендна плата за користування водоймами сплачується своєчасно і в повному об'ємі.

### Лісові ресурси
Загальна площа земель лісового фонду району становить близько 40554 га, у тому числі вкритих лісом — 39388 га. Лісистість території району — 31,2 %, що дещо менше науково обґрунтованої (38 %).
Основними лісокористувачами в районі є Радомишльське державне лісомисливське господарство, об'єднання «Житомирліс», у господарському віданні якого перебуває 27000 га, або 68 % усіх лісових площ району, та ДП «Радомишльагроліс», Житомирського обласного комунального агролісогосподарського підприємства «Житомироблагроліс», яке в наш час[коли?] оформляє документи на право користування землею на площі приблизно 11000 га що становить 27,2 %, ліси Міністерство оборони 1630 га (4 %), Малинське ДЛМГ — 210 га, Коростишівське ДЛМГ — 117 га (разом 0,8 %).
У породному складі лісового фонду району переважають хвойні породи.

### Мінерально-сировинні ресурси
У районі є розвідані родовища: мармуру («Негребівське») Раковицька с.р. — 8,8 га, лабрадоритів: «Мирне-1» — 4 га, «Неражське» — 6 га (Потіївська с.р.), «Мирне-2» — 6 га, «Гуто-Потіївське» — 46 га (Гуто-потіївська с.р.), «Бистріївське» родовище бутового каменю 3 га (Кичкирівська с.р.). Також є розвідані родовища глин та суглинків для виробництва цегли на території Потіївської, Мірчанської, Вепринської, Великорацької, Кичкирівської сільських рад, які частково використовувалися для виготовлення цегли сільськогосподарськими підприємствами (Велика Рача, Кичкирі, Веприн, Потіївка).

## Історія
Район утворений 7 березня 1923 року в складі Малинської округи Київської губернії з 29 сільських рад Вишевицької та Кичкирівської волостей Радомисльського повіту.
13 березня 1925 року, в зв'язку з ліквідацією Малинської округи, район було передано до складу Житомирської округи.
2 вересня 1930 року було скасовано поділ УРСР на округи, через що, від 15 вересня 1930 року, Радомишльський район, як і решта окремих адміністративних одиниць, перейшов у безпосереднє підпорядкування до республіканського центру.
9 лютого 1932 року район увійшов до складу новоствореної Київської області.
Внаслідок Голодомору 1932—1933 за даними різних джерел, у районі загинуло 895 чол., імена яких на сьогодні встановлено.
22 вересня 1937 року було утворено Житомирську область з Радомишльським районом у складі.
В 1941-43 роках територія району входила до складу гебітскомісаріату Радомишль Генеральної округи Житомир.
30 грудня 1962 року до район було ліквідовано, територію включено до складу Малинського району, крім Торчинської сільської ради, котру було передано до складу Черняхівського району.
Район відновлений 4 січня 1965 року указом Президії Верховної ради УРСР.
Ліквідований відповідно до постанови Верховної Ради України від 17 липня 2020 року «Про утворення та ліквідацію районів».

## Адміністративний устрій
Адміністративно-територіально район поділяється на міську, селищну та 2 сільські територіальні громади і 4 сільські ради, які об'єднують 83 населені пункти та підпорядковані Радомишльській районній раді. Адміністративний центр — місто Радомишль.

## Населення
За даними перепису населення СРСР 1939 року чисельність населення району становила 60 093 особи, з них українців — 49 765, росіян — 2 242, німців — 1 243, євреїв — 2 526, поляків — 3 675, інших — 642.
На 1 січня чисельність наявного населення району за оцінкою становить 39883 чол. З початку року чисельність населення зменшилася на 598 осіб. Природний рух населення: народжені — 333 чол., померли — 917 чол., природне зменшення — 584 чол. Народжуваність на 1000 жителів — 9,1 особи, смертність — 24,9 особи, природне скорочення — 15,9 особи, густота населення становить 32 особи на 1 км²[джерело?].

## Транспорт
Основу мережі автомобільних доріг району складають дороги загального користування протяжністю 393,1 км, із них 98,5 % з твердим покриттям, які поділяються на територіальні (80,8 км), районні (225,5 км), сільські (86,8 км). Районом проходить автошлях E40М06.
На шляхах району налічується 23 мости протяжністю 86,7 погонних метрів. Всі населені пункти мають під'їзді дороги з твердим покриттям. Структура покриття є такою:
1. цементно-бетонне покриття — 29,1 км;
2. асфальтно-бетонне покриття — 79,6 км;
3. чорно-щебеневе покриття — 91,7 км;
4. біле шосе — 129,9 км;
5. бруківка — 57 км;
6. ґрунтове — 5,8 км.

Здійснюють перевезення вантажів та пасажирів ВАТ «Радомишльське АТП 11848».
За 2004 рік вантажообіг становив 698,9 тис. т×км.
Потужність автомобільного транспорту по перевезенню автомобілями вантажу становить близько 2000 тис. т×км. За минулий рік послугами пасажирського транспорту скористались 830 тис.чоловік. Охоплення населених пунктів району автотранспортним сполученням становить 97,6 %, що вище як в цілому по області.
Основним перевізником пасажирів в районі є ВАТ «Радомишльське АТП 11848», яке має в своєму розпорядженні 5 автобусів ПАЗ—32054, 15 мікроавтобусів ГАЗ—РУТА, 34 мікроавтобуси Mersedes—Sprinter, 25 мікроавтобуси Volkswagen—LT 35, а також 40 автобусів — Еталон. Середня експлуатація транспорту 2 роки.
Територію району проходить відрізок залізниці протяжністю 5 км, відстань від ст. Ірша до районного центру становить 33 км, до обласного центру — 155 км, до столиці України — 91 км.

## Політика
25 травня 2014 року відбулися Президентські вибори України. У межах Радомишльського району було створено 57 виборчих дільниць. Явка на виборах складала — 65,37 % (проголосували 18 387 із 28 129 виборців). Найбільшу кількість голосів отримав Петро Порошенко — 63,03 % (11 590 виборців); Юлія Тимошенко — 14,84 % (2 729 виборців), Олег Ляшко — 8,25 % (1 517 виборців), Анатолій Гриценко — 3,98 % (732 виборців). Решта кандидатів набрали меншу кількість голосів. Кількість недійсних або зіпсованих бюлетенів — 1,09 %.

## Пам'ятки
- Пам'ятки історії Радомишльського району
- Пам'ятки монументального мистецтва Радомишльського району

## Персоналії
- Василевський Віктор Гнатович (1921 — †2001) — військовий топограф, лауреат Сталінської премії.
- Матвієнко Єлизавета Матвіївна (1895 — †1973) — український геолог, лауреат Ленінської премії.
- Матвієнко Оникій Матвійович (1899 — †1938) — український мовознавець.
- Мордалевич Юліан Арсентійович (1896 — †невід.) — підполковник Армії УНР.
- Овсієнко Василь Васильович (1949) — український громадський діяч, розповсюджувач самвидаву, член Української Гельсінської Групи, політв'язень, публіцист, історик дисидентського руху.
- Самойленко Анатолій Михайлович (1938) — український математик. Від 1978 член-кореспондент, тепер академік НАН України.
- Томашевський Василь Григорович (1914 — †2002) — український архітектор, художник, скульптор, почесний професор Української академії мистецтв.